# イーヴィル・ウーマン
「イーヴィル・ウーマン」 (Evil Woman) は、エレクトリック・ライト・オーケストラが1975年に発表した楽曲。シンフォニー風の楽曲に代わって、全盛期ELOにとって、1973年の「ショウ・ダウン」に次ぐソウル/R&Bサウンドを導入した曲である。1976年にヒットした。

## 解説
ブルーアイド・ソウル、ディスコ風の編曲となっている。タイトル及び歌詞の「悪女」が誰を意識したものなのかは不明。
アルバム「フェイス・ザ・ミュージック」の他の収録曲は既にバンド録音が済んでいたが、もう一曲ほどアルバムに必要だと考えたジェフが、彼にとっても異例の速さで書き上げた。このような作曲背景と裏腹に、結果的にシングルカットされ、英米共にヒットした。これはグループにとって初の快挙である。
コンサートでは毎回のように取り上げられ、盛り上げ役として多くは二曲目に演奏される。また、第57回グラミー賞授賞式では、この曲のショートバージョンとミスター・ブルー・スカイがメドレーで披露された。 

## 詳細
- * 2012年10月に、ジェフ・リンがELO時代の曲をセルフカバーした『Mr. Blue Sky: The Very Best of Electric Light Orchestra』を発表、オリジナルの女声コーラスは彼の娘のローラが担当した。[1]。
- 歌詞中の「There's a hole in my head where the rain comes in（頭に雨漏りの穴がある）」は、ザ・ビートルズの楽曲「フィクシング・ア・ホール」へのオマージュと見られている。
- 同アルバムに収録されている「ナイトライダー」のストリングスパート（3:15-3:19）が逆再生されて、クライマックス（2:40-2:44[注 4]）に挿入されている。ジェフ曰く、「ぴったりハマった時は驚いた」。アルバムフェイス・ザ・ミュージックには多くの逆回転音源が使われており、これもその一環だったと思われる。この曲はオリジナルではフェードアウトして終わるが、コンサートでは発表当時から21世紀までこの部分をリフレインして終わっている。
- 2006年に発売されたベスト盤「All Over the World: The Very Best of Electric Light Orchestra」の二曲目[注 5]に収録された。